# Bandeira da Croácia
A bandeira da Croácia é um dos símbolos oficiais da república da Croácia. A atual versão foi adotada em 21 de Dezembro de 1990. Enquanto a Croácia fez parte da Iugoslávia socialista, a sua tricolor era igual, mas tinha uma estrela de cinco pontas vermelha, bordejada a amarelo, no lugar do brasão.

## Descrição
Seu desenho consiste em um retângulo de proporção largura-comprimento de 1:2 dividido em três listas horizontais de idêntica largura, nas cores pan-eslavas vermelho, branco e azul. No centro da faixa branca está o brasão de armas da Croácia, que consiste em um escudo do tipo português quadriculado nas cores vermelho e branco. O tamanho do brasão é maior que o da faixa fazendo com que este sobreponha partes das faixas vermelha e azul.

## Simbolismo
- As cores seguem o padrão da maioria dos países do leste europeu, ou seja, usa as cores Pan-Eslavas que são o vermelho, o branco e o azul.
- A coroa na parte superior do escudo é formada por brasões históricos, sendo da esquerda para a direita:
  - O primeiro da Croácia;
  - O segundo de Dubrovnik;
  - O terceiro da Dalmácia;
  - O quarto da Istria;
  - O quinto da Eslavônia.

## Outras bandeiras

Bandeira Civil
Bandeira da Marinha
Bandeira marítima
Estandarte Presidencial

## Bandeiras históricas

Bandeira do Estado Independente da Croácia (1941 - 1945)
Bandeira da Croácia Iugoslava (1947 - 1990)
Bandeira da Croácia Iugoslava (25 de julho - 21 de dezembro 1990)